# Centrantyx fairmairei
Centrantyx fairmairei är en skalbaggsart som beskrevs av Valck Lucassen 1935. Centrantyx fairmairei ingår i släktet Centrantyx och familjen Cetoniidae. Inga underarter finns listade.